# Andy Holmes
Andy Holmes, född den 15 oktober 1959 i Uxbridge i Storbritannien, död 24 oktober 2010 i Southwark, Storbritannien, var en brittisk roddare.
Han tog OS-brons i tvåa med styrman i samband med de olympiska roddtävlingarna 1988 i Seoul.